# Cladech
Cladech (trong tiếng Occitan Cladech) là một xã của Pháp, nằm ở tỉnh Dordogne trong vùng Aquitaine của Pháp.
Cladech có diện tích 5,49 km2, dân số năm 2006 là 87 người. Xã này nằm ở khu vực có độ cao tối đa 268 m.

## Thông tin nhân khẩu
| Năm    | 1962 | 1968 | 1975 | 1982 | 1990 | 1999 | 2006 |
| ------ | ---- | ---- | ---- | ---- | ---- | ---- | ---- |
| Dân số | 118  | 115  | 91   | 96   | 81   | 84   | 87   |